# Seznam členů osmého Knesetu
Tento článek je seznam členů 8. Knesetu, který byl zvolen ve volbách v roce 1973, konkrétně 31. prosince 1973. Jeho funkční období trvalo až do zvolení následujícího (devátého) Knesetu v roce 1977.
120 členů osmého Knesetu bylo rozděleno podle stranické příslušnosti následovně:
- 51 mandátů Ma'arach
- 39 mandátů Likud
- 10 mandátů Mafdal
- 5 mandátů Chazit datit Toratit
- 4 mandáty Liberalim Acma'im
- 4 mandáty Rakach
- 4 mandáty Rac
- 2 mandáty Kidma ve-pituach
- 1 mandát Moked
- 1 mandát Arabská kandidátka pro beduíny a venkovany

## Seznam poslanců
- poslanecký klub Ma'arach

Alon • Almogi • Amora'i • Ankorin • Arbeli-Almozlino • Bar'am • Ben Aharon • Ben Porat (odešel mezi nezařazené) • Cadok • Dajan • Dranicki (odešel do Mapam, pak návrat do Ma'arach) • Eban • Efrat (odešel do Mapam, pak návrat do Ma'arach) • Eli'av (odešel mezi nezařazené, pak do Ja'ad-Hnutí za lidská práva, pak do Nez. soc. frakce) • az-Zuabí (pak Šim'oni) • Feinerman (pak Hadar) • Galili • Givelber • Grossman (odešla do Mapam, pak návrat do Ma'arach) • Gueršoni (pak Joseftal) • Guez • Hakohen • Herlic • Hilel • Chalfon • Chariš • Ja'akobi • Jadlin • Jafe • Jariv (pak Alderoti) • Ješa'jahu • Kacav • Kargman • Karmel • Koren • Levin • Me'ir (pak Amir) • Moj'al • Namir • Navon • Ofer (pak Leket) • Peres • Rabin • Ronen (odešel do Mapam, pak návrat do Ma'arach) • Sapir (pak Frank) • Sarid • Šachal • Talmi (odešel do Mapam, pak návrat do Ma'arach) • Wertman • Zakin (odešel do Mapam, pak návrat do Ma'arach) • Zilberberg
- poslanecký klub Likudu

Abramov • Arens • Aridor • Bader • Be'eri • Begin • Drobles • Dici'an • Erlich • Flomin • Gruper • Halevy (odešel mezi nezařazené) (pak Kaufman) • Hurvic • Jedid • Jofe • Kac • Kešet • Kohen-Avidov • Kohen • Korfu • Kremerman • Landau • Levy • Lin • Moda'i • Nisim • Nof (odešel do ha-Merkaz ha-chofši) (pak Nasruddín) • Olmert • Pat • Perec • Rimalt • Jicchak Šamir • Šaron (pak Kohen) • Šechterman • Šostak • Šoval • Josef Tamir • Šmu'el Tamir (odešel do ha-Merkaz ha-chofši) (pak Linker)
- poslanecký klub Mafdal

Abuchacira • Avtabi • Ben Me'ir • Burg • Hammer • Chazani (pak Friedman) • Melamed • Rafa'el • Scheinman • Warhaftig
- poslanecký klub Chazit datit Toratit

Abramovič (odešel do Agudat Jisra'el) • Kahana (odešel do Po'alej Agudat Jisra'el) • Lorinc (odešel do Agudat Jisra'el) • Poruš (pak Gross) • Verdiger (odešel do Po'alej Agudat Jisra'el)
- poslanecký klub Liberalim Acma'im

Hausner (pak Golan) • Kol (pak Eli'ad) • Seidel (odešel do Likudu) • Ša'ari
- poslanecký klub Rakach

Levenbraun • Túbí • Vilner • Zi'ad
- poslanecký klub Rac

Aloni (odešla do Ja'ad-Hnutí za lidská práva, pak opět Rac) • Freedman (odešla do Ja'ad-Hnutí za lidská práva, pak do Nez. soc. frakce) • Mo'av (odešel do Ja'ad-Hnutí za lidská práva, pak opět Rac)
- poslanecký klub Kidma ve-pituach

az-Zuabí (sloučení s Ma'arach, pak Sjedn. arab. kandidátka) • Muadí (sloučení s Ma'arach, pak Sjedn. arab. kandidátka)
- poslanecký klub Moked

Pa'il
- poslanecký klub Ar. kand. pro beduíny a venk.

Abú Rabía (sloučení s Ma'arach, pak Sjedn. arab. kandidátka)
- poznámka:

abecední řazení, nikoliv podle pozice na kandidátní listině